# Pokhara kathmandica
Pokhara kathmandica is een hooiwagen uit de familie Sclerosomatidae.